# 26284 Johnspahn
26284 Johnspahn è un asteroide della fascia principale. Scoperto nel 1998, presenta un'orbita caratterizzata da un semiasse maggiore pari a 2,4115356 au e da un'eccentricità di 0,0818094, inclinata di 7,19792° rispetto all'eclittica.